# Essaïda (film)
Pour plus de détails, voir Fiche technique et Distribution.
Essaïda (arabe : السيدة) est un film tunisien réalisé en 1996 par Mohamed Zran. Le film aborde les thèmes de la marginalisation, de la pauvreté et du crime dans les rues populaires de Tunis.

## Synopsis
Célèbre artiste peintre vivant à Tunis, Amine, la quarantaine, prépare une exposition mais traverse une crise de création. Il rencontre Nidal, un adolescent délinquant qui mendie pour subvenir aux besoins de sa famille, et battu par son père chômeur et alcoolique.
Intrigué, Amine suit Nidal jusqu'à Essaïda, quartier populaire de Tunis où réside le jeune homme. Bouleversé par le quartier et ses habitants, Amine décide de s'y installer pour commencer sa nouvelle vie.

## Fiche technique
- Titre : Essaïda
- Réalisation : Mohamed Zran
- Scénario : Mohamed Zran
- Décors : Tahar M'Guedmini
- Musique : El Hamam El Abyadh
- Société de production : Sangho Films
- Pays :  Tunisie
- Langue : arabe
- Genre : drame
- Durée : 100 minutes
- Format : couleur - 35 mm
- Date de sortie :
  -  Tunisie : 28 octobre 1996
  -  France : 1er octobre 1997

## Distribution
Rôles principaux
- Hichem Rostom : Amine
- Chedli Bouziane : Nidal

Rôles secondaires
- Fouzia Badr
- Khaled Ksouri
- Abdallah Mimoun
- Meriam Omar-Chen

## Distinctions

### Récompenses
- Rosa Camuna de Bronze au Bergamo Film Meeting 1997 (Bergame)[1]

### Nominations
- Nomination pour le Bayard d'Or du meilleur film francophone du Festival international du film francophone de Namur 1996[2]

## Box-office
En Tunisie, le film connaît un succès populaire. Lors des deux premières semaines d'exploitation du film, les salles du Palace, du Capitole et Ciné-Jamil à Tunis, l’Étoile et l'Atlas à Sfax, le Majestic à Bizerte et le Nejma à Sousse ont accueilli plus de 120 000 spectateurs. Le film reste deux mois à l'écran lors de sa sortie avant d'être ensuite reprogrammé dans trois salles en mai 1997. On estime le nombre des entrées à plus de 500 000,. Mais Zran déclare : 
« Je ne connaîtrai jamais le chiffre véritable. Les seuls chiffres sérieux sont ceux des deux premières semaines. Les salles de cinéma en Tunisie sont privées et leur billetterie incontrôlable. Il y a eu aussi des vidéos pirates qui ont circulé avec les scènes d'amour qui ont été coupées pour que le film puisse être vu en famille. On a gueulé et cela s'est vite arrêté. »

## Analyse
Zran explique que, pour ce film, « tout est parti d'un coup d'œil jeté d'une fenêtre d'un immeuble donnant sur Essaïda ».
Réaliste, le film est constitué de deux scènes d'amour, plus osées que dans les précédents films tunisiens.

## Réception critique
Dans la critique originale de L'Express transparaît l'aspect réaliste, « noir et amer » du film : 
« Ce film très esthétique tranche avec la tradition du cinéma classique tunisien. Loin du thé à la menthe, des youyous et des clichés, Mohamed Zran puise dans la palette sensuelle, chamarrée et violente du Maghreb pour dépeindre la réalité sociale d'un pays à la dérive, le désespoir des jeunes et la perte de repères de l'élite occidentalisée. »
Hédi Khélil caractérise le film de « sincère et poignant ».